# 라프레이대꼬리박쥐
작은대꼬리박쥐 또는 작은칼집꼬리박쥐(Emballonura raffrayana)는 대꼬리박쥐과에 속하는 박쥐의 일종이다. 인도네시아 동부 지역(서뉴기니와 파푸아뉴기니 그리고 솔로몬 제도 포함)에서 발견된다.